# Peneteius
Peneteius es un género extinto de lagarto, que vivió a finales del Cretácico, en Norteamérica. El género ha sido reportado en yacimientos fósiles de Montana, posiblemente en Texas y Nuevo México, en Estados Unidos. 
Los mejores especímenes son hallados en el Lanciano de Montana de la formación Hell Creek, en el año de 1969, uno de ellos es el espécimen catalogado como MCZ 3612, por Estes, la cual consiste en un dentario izquierdo, otros especímenes pertenecen a esta especie. Los posibles hallados en Utah datan del Cretácico superior, consiste en un patrón de dientes, la cual son casi iguales a los fósiles de Montana. La otra especie P. saueri, por McCord en 1998, es solo conocida en Utah y en Nuevo México a finales del Cretácico. Una especie no identificada yace en una capa terrestre del miembro Naashoibito de la formación Kirtland y la formación Ojo Álamo, Nuevo México, los especímenes NMMNHP-36544, NMMNHP-41233 y NMMNHP-41224, son conocidos porque uno de los especímenes son hallados con la mandíbula fragmentada con unos dientes, también un diente inferior y un diente superior.